# Haleh Sahabi
Haleh Sahabi (4 de febrero de 1958 – 1 de junio de 2011) fue una activista iraní, hija del político y periodista Ezzatollah Sahabi. Haleh murió en el funeral de su padre a causa de un paro cardíaco, aunque la causa de su muerte aún es tema de controversia.

## Plano personal
Haleh nació el 4 de febrero de 1958 en Teherán, hija de Ezatollah Sahabi y Zahra Ataei. Se casó con Taghi Shamekhi y tuvo tres hijos, Yahya, Amene y Asie.

## Arresto
Sahabi fue miembro del grupo "Madres por la Paz" y activista por los derechos de las mujeres. El 5 de agosto de 2009 fue arrestada frente al parlamento durante una ceremonia en la que participaba el presidente Mahmoud Ahmadinejad. Fue sentenciada a dos años de prisión por "difundir propaganda contra el régimen" y "alterar el orden público", pero se le otorgó la libertad para asistir al funeral de su padre en mayo de 2011.

## Fallecimiento
Durante el funeral de su padre, Ezzatollah Sahabi, Haleh tuvo una pelea con algunos miembros de la milicia Basij. Testigos confirmaron que Sahabi fue golpeada por las fuerzas de seguridad. Se ha especulado que su muerte puede haberse debido a las lesiones infligidas a sus pulmones e intestinos durante los contactos físicos. Una persona anónima que afirmaba ser un cirujano e intentó salvarla en los últimos momentos en una clínica de Teherán, afirmó que era improbable que Sahabi haya muerto a causa de un paro cardíaco.
Por otro lado, el gobierno insistió en que Sahabi murió por causas naturales. El jefe de seguridad de la oficina del gobernador de Teherán, Alireza Janeh, negó que hubiera enfrentamientos en el funeral y declaró que Sahabi había muerto de problemas cardíacos, exacerbados por el "estrés y el calor".
Tres días después de su muerte, el 4 de junio de 2011, varios centenares de manifestantes intentaron reunirse en grupos silenciosos frente a la mezquita Hosseiniyeh Ershad, en el norte de Teherán, un lugar tradicional para los reformistas del régimen iraní. Pero la presencia de las fuerzas de seguridad impidió que llegaran a la mezquita y realizó varios arrestos.